# Landkreis Wesermünde
Het Landkreis Wesermünde was tot 1977 een landkreis in het noorden van de Duitse deelstaat Nedersaksen. Het was vernoemd naar de stad Wesermünde, het latere Bremerhaven. 
Het Landkreis werd gesticht in 1932. Het bestuur werd gevestigd in Wesermünde dat zelf als Kreisfreie stad geen deel van het landkreis uitmaakte. In 1947 werd Wesermünde bij het land Bremen gevoegd waardoor het buiten het landkreis bleef. Het bestuur bleef wel gevestigd in de stad. In 1977 fuseerde het samen met het Landkreis Hadeln tot het nieuwe Landkreis Cuxhaven.
Bij de stichting omvatte Wesermünde 97 gemeentes. In 1977, bij de opheffing, waren daar nog 34 van over, waarbij een gemeente tussentijds was overgeheveld naar het Landkreis Osterholz en een was toegevoegd vanuit het Landkreis Bremervörde.

## Indeling
De indeling in 1977, voor de opheffing.
| - Appeln - Bederkesa - Beverstedt - Bokel - Bramstedt - Cappel - Dorum - Drangstedt - Driftsethe - Elmlohe - Flögeln - Frelsdorf | - Hagen im Bremischen - Heerstedt - Hollen - Kirchwistedt - Köhlen - Kührstedt - Langen - Lintig - Loxstedt - Lunestedt - Midlum | - Misselwarden - Mulsum - Nordholz - Padingbüttel - Ringstedt - Sandstedt - Schiffdorf - Stubben - Uthlede - Wremen - Wulsbüttel |